# Лиманівка (Берестинський район)
Лима́нівка — село в Україні, у Берестинському районі Харківської області. Населення становить 2 осіб. Входить до складу Зачепилівської селищної територіальної громади.

## Географія
Село Лиманівка знаходиться на правому березі річки Оріль, з іншого боку села проходить Канал Дніпро — Донбас (фактично село знаходиться на острові). Русло річки звивисте, на ньому багато лиманів, островів, воно сильно заболочене, на протилежному березі розташоване село Личкове (Дніпропетровська область). До села примикає невеликий лісовий масив (дуб).

## Археологія
Ранньослов'янське й згодом руське селище навпроти західній околиці села, на правому березі річки Оріль.

## Історія
Село засноване 1799 року.
До 2017 року належало до Сомівської сільради. Відтак увійшло до складу Зачепилівської громади.
Після ліквідації Зачепилівського району 19 липня 2020 року село увійшло до Красноградського (Берестинського) району.

## Населення
Згідно з переписом УРСР 1989 року чисельність наявного населення села становила 12 осіб, з яких 6 чоловіків та 6 жінок.
За переписом населення України 2001 року в селі мешкало 19 осіб.

### Мова
Розподіл населення за рідною мовою за даними перепису 2001 року:
| Мова       | Відсоток |
| ---------- | -------- |
| українська | 94,74 %  |
| російська  | 5,26 %   |